# モチュール
モチュール（仏: MOTUL）は、フランスに本社を置く潤滑油・カーメンテナンスケミカルメーカー。1853年に設立され、現在は世界80カ国以上で展開している。日本では特に高価格帯のオートバイ用オイルでシェアが高く、モータースポーツでのサポートにも積極的である。

## 歴史
今から約150年前の1853年、ニューヨークで設立。 当時は電灯用の燃料として鯨油を生産していた。 その後、ロックフェラー・グループのスタンダード・オイルの一部門として活動。反トラスト法によって同社が34に分割されると、1919年にスワン・フィンチとして独立した。
スワン・フィンチの時代にアメリカでのビジネスを確立し、ヨーロッパへの輸出を開始。フランス市場の代理店であったゾウグ・ファミリーは1932年、モチュールブランドをスワン・フィンチ社より買収。以来フランスのモチュールとして展開してきた。
日本におけるモチュール製品は、テクノイル・ジャポンK.K.（本社：神奈川県横浜市 1989年〈平成元年〉設立）が総輸入販売元となっていたが、2020年  8月にテクノイル・ジャポン株式会社からMOTUL Japan株式会社に社名変更し、東京に本社移転した。
鈴鹿8時間耐久ロードレースにおいてヨシムラジャパンをスポンサードしたことから二輪レース業界で評価を得た。最近は四輪レース活動も活発で、ニッサン・モータースポーツ・インターナショナルやホンダ・レーシングなどと組んでレーシングオイルを初めとするオイルの開発を行っている。特にスーパーGTではモチュールを使用しているチームは多く、最近ではフォーミュラ・ニッポンでもM-TECと組んでレース活動を行っている。 また、WRCやラリーではスバルテクニカインターナショナルと活動を行っており、ダカール・ラリーではトヨタ車体（チームランドクルーザー・トヨタオートボデー）とランドクルーザーで参戦をしている。 この様にモータースポーツとの繋がりが深いオイルメーカーであるが、ディーラーでの個人販売も行われている。プレミアムオイルとしてのブランドイメージから価格設定も高めである。

## 主な製品（エンジンオイル）
下記の300V以外では「アメリカ製モチュール」のモーターサイクル用オイルも並行輸入されているが、前述の通り、モチュールはブランド戦略に成功し、高品質な輸入品というイメージが保たれているため、正規輸入品と比較しても価格はそれほど安くない場合が多い。アメリカ製のモチュールも樹脂ボトルに充填されているが、フランス製のボトルに比べて材質が軟らかく、内容量も1 qt.（946 ml）となっている。

### 300Vシリーズ
同社が100 %化学合成油を謳っているオイル。元々は二輪/四輪共用オイルであったが、現在ではそれぞれ別の処方となっている。以前はダブル・エステルと称していたが、現在はESTER Core®（エステル・コア）テクノロジー採用としている。SDSによれば、成分は高度精製鉱物油（CAS: 72623-87-1、 64741-88-4）およびPOLYOLEFINIC POLYOL他である。
正規輸入の他に、数多くアジア、アメリカ経由の並行輸入品も日本国内で流通しており、正規輸入品に比べてかなり安価で販売されている。総輸入販売元のテクノイル・ジャポンK.K.は「日本仕様は湿度対策が強化されている」としている。最新の四輪モデルは更なる出力向上と信頼性向上をうたい、バイオ燃料（E85までのアルコール燃料）やLSPI防止性、DPF・GPFなどに対し求められる性能も兼ねた物としている。様々な車種・ニーズに応える為、12種の粘度をラインナップしている。

### 8100シリーズ
ACEA規格の認証や、欧州車メーカーのロングライフ規格の認証を得ている。粘度によりメーカーアプルーバルや、API、ACEA規格グレードは異なる。最新世代のガソリン、ディーゼルエンジン用に開発された。SDSによれば、成分は高度精製鉱物油（CAS: 72623-87-1、 64741-88-4）である。

### 7100シリーズ
7100 4Tは、MOTULのモーターサイクル用エンジンオイルである MOTUL 300V  FACTORY LINE の技術を継承する、エステルを配合している。JASO MA2規格を取得し、湿式クラッチに対応。

### 6100シリーズ
6100シリーズは、欧州車向けに設計されたエンジンオイル。欧州車が指定する各種OEM規格を満たし、より幅広い車種に対応する。6100シナジーは、メルセデスベンツとフォルクスワーゲンの承認を取得。そのほか、BMWやポルシェ等が指定する規格性能を満たしている。6100シンクリーン 5W40は、ACEA（欧州自動車工業会） C3規格を満たし、近年のディーゼル車に搭載されるディーゼル微粒子捕集フィルター（DPF）の目詰まりに対応。BMWやメルセデスベンツ、フォルクスワーゲン、アウディ等が指定する規格性能も満たしている。

### 5100シリーズ
5100 4Tは、エステルを配合した（Technosynthese®）のモーターサイクル用エンジンオイル。
JASO MA2規格を取得。旧車、空冷車などにも適したオイルとしている。

### H-TECHシリーズ
自動車整備業向けで、ドラム缶やペール缶でのみの販売となる。同じようなグレードのオイルで、二輪車用の3100シリーズやレッドバロン専売の200-4TR/Sという銘柄もある。